# Rudolf Smend
Rudolf Smend (Lengerich, 5 novembre 1851 – Ballenstedt, 27 novembre 1913) è stato un teologo tedesco.
Partecipò al gruppo di studiosi diretto dal protestante Alfred Rahlfs, che nel 1907 completò e diede alle stampe l'Edizione Rahlfs della Septuaginta in tedesco. Insieme fondarono la Septuaginta-Unternehmen all'interno della Società Scientifica di Gottinga. Smend è anche ricordato per le ricerche sui libri dell'Antico Testamento e in particolare sul cosiddetto Esateuco.

## Biografia
Studiò teologia nelle Università di Gottinga, Berlino e Bon, conseguendo il dottorato nel 1874 con una tesi sulla poesia araba. Sei anni più tardi, fu nominato professore associato di Studi Veterotestamentari presso l'Università di Basilea, dove poco tempo dopo divenne professore ordinario.
Nel 1889, fu nominato professore di scienze bibliche e lingue semitiche all'Università di Gottinga, nella quale insegnava ancora il suo maestro Julius Wellhausen (1844-1918), il quale esercitò una grande influenza nella sua carriera professionale.
Smend morì a Ballenstedt nel 1913.
Suo fratello maggiore fu il teologo Julius Smend (1857-1930), autore del volume intitolato Die evangelischen deutschen Messen bis zu Luthers deutscher Messe ("Le Messe protestanti fino alla Messa Tesca di Lutero"). 

Il figlio Carl Friedrich Rudolf Smend (1882-1975) divenne un'autorità in materia di diritto costituzionale ed ecclesiastico. Nel 1928 pubblicò il saggio Verfassung und Verfassungsrecht ("Costituzione e diritto costituzionale"), nel quale sostenne che la Carta Fondamentale non poteva essere considerata un testo meramente normativo, ma anche ordinato al fine supremo dello Stato, identificato con il processo di integrazione dei singoli individui nell'attività politica. Le sue tesi furono integrate dal giurista Carl Schmitt nella propria teoria dello Stato germanico.